# The Man in the High Castle (Fernsehserie)/Episodenliste
Diese Episodenliste enthält alle Episoden der US-amerikanischen dystopischen Science-Fiction-Fernsehserie The Man in the High Castle, sortiert nach der US-amerikanischen Erstveröffentlichung. Die Fernsehserie umfasst vier Staffeln mit 40 Episoden.

## Übersicht
| Staffel | Episodenanzahl | Episodenanzahl | Erstveröffentlichung USA | Deutschsprachige Erstveröffentlichung |
| ------- | -------------- | -------------- | ------------------------ | ------------------------------------- |
| 1       | 10             | 1              | 15. Januar 2015          | 18. Dezember 2015                     |
| 1       | 10             | 9              | 20. November 2015        | 18. Dezember 2015                     |
| 2       | 10             | 10             | 16. Dezember 2016        | 13. Januar 2017                       |
| 3       | 10             | 10             | 5. Oktober 2018          | 5. Oktober 2018                       |
| 4       | 10             | 10             | 15. November 2019        | 15. November 2019                     |

## Staffel 1
| Nr. (ges.) | Nr. (St.) | Deutscher Titel                   | Originaltitel         | Regie            | Drehbuch                      | Länge  |
| ---------- | --------- | --------------------------------- | --------------------- | ---------------- | ----------------------------- | ------ |
| 1          | 1         | Die Neue Welt                     | The New World         | David Semel      | Frank Spotnitz                | 60 min |
| 2          | 2         | Die Plage der Heuschrecke         | Sunrise               | Daniel Percival  | Frank Spotnitz                | 60 min |
| 3          | 3         | Hoheitlicher Besuch               | The Illustrated Woman | Ken Olin         | Thomas Schnauz, Evan Wright   | 58 min |
| 4          | 4         | Die Kunst des Lügens              | Revelations           | Michael Rymer    | Thomas Schnauz, Jace Richdale | 53 min |
| 5          | 5         | Nichts wird mehr sein, wie es war | The New Normal        | Bryan Spicer     | Rob Williams                  | 50 min |
| 6          | 6         | Der Veteranentag                  | Three Monkeys         | Nelson McCormick | Rob Williams                  | 55 min |
| 7          | 7         | Die Stunde der Wahrheit           | Truth                 | Brad Anderson    | Emma Frost                    | 55 min |
| 8          | 8         | Falsches Spiel                    | End of the World      | Karyn Kusama     | Walon Green                   | 55 min |
| 9          | 9         | Durchkreuzte Pläne                | Kindness              | Michael Slovis   | Jace Richdale                 | 49 min |
| 10         | 10        | Flucht ohne Wiederkehr            | A Way Out             | Daniel Percival  | Rob Williams                  | 60 min |

## Staffel 2
| Nr. (ges.) | Nr. (St.) | Deutscher Titel        | Originaltitel          | Regie           | Drehbuch                    | Länge  |
| ---------- | --------- | ---------------------- | ---------------------- | --------------- | --------------------------- | ------ |
| 11         | 1         | In der Höhle des Löwen | The Tiger’s Cave       | Daniel Percival | Frank Spotnitz              | 58 min |
| 12         | 2         | Auf der Flucht         | The Road Less Traveled | Colin Bucksey   | Rob Williams                | 51 min |
| 13         | 3         | Willkommen im Reich    | Travelers              | Daniel Sackheim | Erik Oleson                 | 60 min |
| 14         | 4         | Die Fliegerbombe       | Escalation             | David Petrarca  | Wesley Strick               | 53 min |
| 15         | 5         | Spionin wider Willen   | Duck and Cover         | John Fawcett    | Erik Oleson, Rick Cleveland | 58 min |
| 16         | 6         | Kintsugi               | Kintsugi               | Paul Holahan    | Francesca Gardiner          | 55 min |
| 17         | 7         | Das Attentat           | Land O’ Smiles         | Karyn Kusama    | Rob Williams                | 53 min |
| 18         | 8         | Väter und Söhne        | Loose Lips             | Alex Zakrzewski | Rick Cleveland              | 60 min |
| 19         | 9         | Kriegserklärung        | Detonation             | Chris Long      | Wesley Strick               | 55 min |
| 20         | 10        | Primärziele            | Fallout                | Daniel Percival | Erik Oleson                 | 59 min |

## Staffel 3
| Nr. (ges.) | Nr. (St.) | Deutscher Titel         | Originaltitel                         | Regie               | Drehbuch                       | Länge  |
| ---------- | --------- | ----------------------- | ------------------------------------- | ------------------- | ------------------------------ | ------ |
| 21         | 1         | Schmerzhafte Verluste   | Now More Than Ever, We Care About You | Daniel Percival     | Wesley Strick                  | 70 min |
| 22         | 2         | Notwehr                 | Imagine Manchuria                     | Alex Zakrzewski     | Eric Overmyer                  | 53 min |
| 23         | 3         | Sensô Kôi               | Sensô Kôi                             | Ernest R. Dickerson | Chris Collins                  | 58 min |
| 24         | 4         | Sabra                   | Sabra                                 | John Fawcett        | Eric Simonson                  | 54 min |
| 25         | 5         | Der neue Colossus       | The New Colossus                      | Daniel Percival     | Wesley Strick                  | 54 min |
| 26         | 6         | Das Ende der Geschichte | History Ends                          | Meera Menon         | Elizabeth Benjamin, Kalen Egan | 57 min |
| 27         | 7         | Zu viel Animus          | Excess Animus                         | Steph Green         | Dre Ryan                       | 58 min |
| 28         | 8         | Den Nebel teilen        | Kasumi (Through The Mists)            | Jennifer Getzinger  | William N. Fordes              | 50 min |
| 29         | 9         | Baku                    | Baku                                  | Deborah Chow        | Chris Collins, Chris Wu        | 54 min |
| 30         | 10        | Jahr Null               | Jahr Null                             | Daniel Percival     | Erik Overmeyer, Wesley Strick  | 58 min |

## Staffel 4
| Nr. (ges.) | Nr. (St.) | Deutscher Titel              | Originaltitel                | Regie                | Drehbuch                   | Länge  |
| ---------- | --------- | ---------------------------- | ---------------------------- | -------------------- | -------------------------- | ------ |
| 31         | 1         | Hexagramm 64                 | Hexagram 64                  | Daniel Percival      | Wesley Strick              | 58 min |
| 32         | 2         | Der Anschlag                 | Every Door Out...            | Nelson McCormick     | Julie Hébert               | 61 min |
| 33         | 3         | Die Kiste                    | The Box                      | John Fawcett         | Kalen Egan                 | 46 min |
| 34         | 4         | Nach Hause in die Fremde     | Happy Trails                 | Rachel Leiterman     | Mark Richard               | 57 min |
| 35         | 5         | Mauvaise Foi                 | Mauvaise Foi                 | Charlotte Brändström | David Scarpa               | 51 min |
| 36         | 6         | Gefangen zwischen den Welten | All Serious Daring           | Julie Hébert         | Lolis Eric Elie            | 46 min |
| 37         | 7         | Boom, Boom, Boom, Boom       | No Masters But Ourselves     | Richard Heus         | Wesley Strick              | 46 min |
| 38         | 8         | Nichts ist für die Ewigkeit  | Hitler Has Only Got One Ball | Frederick E.O. Toye  | Jihan Crowther             | 50 min |
| 39         | 9         | Wem die Uhr schlägt          | For Want of a Nail           | John Fawcett         | Mark Richard, David Scarpa | 50 min |
| 40         | 10        | Das Feuer der Götter         | Fire from the Gods           | Daniel Percival      | David Scarpa               | 59 min |